# Trois pièces pour orgue ou harmonium
Pour les articles homonymes, voir Trois pièces.
Les Trois pièces pour orgue ou harmonium op. 14 ont été composées par Maurice Emmanuel de 1892 à 1911. Le dédicataire est Émile Poillot,, qui fut l’assistant de Maurice Emmanuel de 1904 à 1907 lorsque celui-ci était maître de chapelle à la basilique Sainte-Clotilde de Paris,, puis organiste à la cathédrale de Dijon.

## Présentation

### Structure
1. Andante sur deux thèmes liturgiques (O salutaris Hostia - Adoro Te devote)[6], pour harmonium, durée 3 min.
2. « Sortie »[7], pour harmonium, durée 4 min.
3. Andantino (1892)[8],[9], pour orgue, durée 6 min.

### Publication
Aucune date de première audition en public des Trois pièces op.14 n'a pu être établie. L'œuvre, intégrée au recueil de l’Abbé Joubert, est publiée aux éditions Senart en 1914, puis Salabert (à partir de 1941) et Lemoine (depuis 1986).